# Museu marítimo de Treleburgo
O Museu marítimo de Treleburgo (em sueco: Trelleborgs sjöfartsmuseum) é um museu de história da cidade de Treleburgo, na Suécia. É administrado desde 1997 pela associação sem fins lucrativos Amigos do Museu Marítimo de Treleburgo. Tem seção dedicada à história das companhias de navegação na cidade e mostra muitas fotos da antiga Ångfartygs AB (empresa de transporte marítimo inaugurada em 1870 e fechada em 1980) e modelos de navios históricos e modernos. Outra seção lida com os antigos navios a vapor e balsas ferroviárias e mostra-os ao lado de modelos. A história da pesca comercial é exposta em seção própria.